# Soraya Haddad
Soraya Haddad, arab. صورايا حداد  (ur. 30 września 1984) – algierska judoczka, brązowa medalistka olimpijska, brązowa medalistka mistrzostw świata, mistrzyni Afryki.
Największym sukcesem zawodniczki jest brązowy medal igrzysk olimpijskich w Pekinie w kategorii do 52 kg. Ponadto jest brązową medalistką mistrzostw świata i trzykrotną mistrzynią Afryki.